# Tommaso Coletti
Tommaso Roberto Coletti (* 9. Mai 1984 in Canosa di Puglia) ist ein italienischer ehemaliger Fußballspieler.

## Karriere
Tommaso Coletti begann seine Karriere im Jahr 2004 beim damaligen Fünftligisten Lavello Calcio, für dessen Mannschaft er in der Saison 2004/05 in der Serie D auflief. Im Sommer 2005 unterzeichnete der Mittelfeldakteur bei der AC Martina. In seiner ersten Saison lief er in 23 Partien für den Verein auf, blieb dabei jedoch ohne Torerfolg. In der folgenden Spielzeit erzielte er einen Treffer in 30 Spielen und musste mit Martina zudem in zwei Entscheidungsspielen um den Klassenerhalt in der Serie C1 kämpfen. Coletti setzte sich mit der Mannschaft in zwei Partien gegen San Marino Calcio durch und sicherte sich den Ligaerhalt. Daraufhin verließ er den Verein und unterzeichnete beim Ligakonkurrenten US Foggia. Auch dort zählte er stets zu den Leistungsträgern und erspielte sich einen Stammplatz.
Im Januar 2009 unterzeichnete Coletti bei Pescara Calcio. Am 22. März 2009 erzielte er bei der 4:1-Auswärtsniederlage bei Gallipoli Calcio sein erstes Tor für die Biancoazzurri. In der Saison 2009/10 belegte er mit Pescara den zweiten Platz in der Lega Pro Prima Divisione und qualifizierte sich mit der Mannschaft somit für die Play-offs. Nach Siegen über AC Reggiana und Hellas Verona gelang der Aufstieg in die Serie B. Im Juni 2010 unterzeichnete er erneut einen Vertrag bei US Foggia und kehrte erneut nach Apulien zurück.